# Szépvölgyi út megállóhely
Szépvölgyi út megállóhely egy budapesti HÉV-megálló, melyet a MÁV-HÉV Helyiérdekű Vasút Zrt. (MÁV-HÉV) üzemeltet. A megállóhely két kerület határán fekszik, a Batthyány tér felé közlekedő szerelvények a III. kerülethez tartozó peronnál, a Szentendre felé közlekedő szerelvények a II. kerülethez tartozó peronnál állnak meg. A megállóhelytől indul ki nyugat felé a névadó Szépvölgyi út.

## Forgalom
| Járat | Útvonal | Gyakoriság      |
| ----- | --- | --------------- |
|       | Batthyány tér – Margit híd, budai hídfő – Szépvölgyi út – Tímár utca – Szentlélek tér – Filatorigát – Kaszásdűlő – Aquincum – Rómaifürdő – Csillaghegy – Békásmegyer                                                                                            | 5-30 percenként |
|       | Batthyány tér – Margit híd, budai hídfő – Szépvölgyi út – Tímár utca – Szentlélek tér – Filatorigát – Kaszásdűlő – Aquincum – Rómaifürdő – Csillaghegy – Békásmegyer – Budakalász – Budakalász, Lenfonó – Szentistvántelep – Pomáz – Pannóniatelep – Szentendre | 7-30 percenként |

## Megközelítés budapesti tömegközlekedéssel
- Busz:  29

Kis gyaloglással a Kolosy téren további járatok érhetőek el:
- Villamos:  17, 19, 41
- Busz:  9, 65, 65A, 111, 165
- Éjszakai busz:  923, 934, 960